# 音楽塾ヴォイス
音楽塾ヴォイス（おんがくじゅくヴォイス）は、1997年に設立された音楽教育施設。主宰は音楽プロデューサー西尾芳彦。YUIや絢香を輩出した事で有名。

## 沿革・略歴
プロフェッショナルなヴォーカリスト・シンガーソングライターを育成する機関としている。
1997年 福岡県福岡市に音楽塾ヴォイスを設立。
2009年 東京都港区に音楽塾ヴォイス東京校開校。

## 特徴
レッスン
1クラス3人までの少人数制のレッスンとなっており、ヴォイス理論と呼ばれる西尾独自の実践的ロジック集（数多くの楽曲をバラして独自に研究、400～500ある蓄積したメロディーのツボ）を使用する。また現役のプロデューサーでもある西尾芳彦がメジャーのフィールドで実際に行ない、役立ったもののみを徹底的に教え込むレッスンとなっている。

設置コース
- シンガーソングライターコース
　ヴォイストレーニング・作詞・作曲・楽器(ピアノ/アコースティックギター)・パフォーマンス
- シンガーコース
　ヴォイストレーニング・パフォーマンス・作詞
- ジュニアコース
　小学生限定のコース。内容はシンガーソングライターコースに準ずる。
- クリエイターコース
　特に作詞家・作曲家・編曲家としての即戦力を付ける為のコース。

校内オーディション
3か月に一度の周期で在学生限定の校内オーディションを行っている。
新人発掘を行っている大手レコード会社、芸能プロダクション各担当責任者に直接プレゼンテーションを行う形式となっている。

## 主な音楽塾ヴォイス出身のアーティスト
- YUI
- 絢香
- fumika
- 家入レオ
- 玉城千春
- chay
- rieco
- ティーナ・カリーナ
- MEME（ケラケラ）
- カノエラナ
- 井上実優
- edda
- Vaundy
- Chilli Beans.

## 主なメディア露出

### テレビ
| 放送局                 | 番組名                                                              | 放送日時                  | 備考                                                                                |
| ---------------------- | ------------------------------------------------------------------- | ------------------------- | ----------------------------------------------------------------------------------- |
| フジテレビ             | スーパーニュース                                                    | 2010年2月18日             | 密着取材！音楽塾ヴォイス東京校                                                      |
| RKB毎日放送            | 今日感テレビ 穴場ウォーカー                                         | 2010年3月26日             | 密着取材！「絢香も通った音楽スクール」                                              |
| FBS福岡放送            | めんたいワイド                                                      | 2011年1月4日              | 密着取材！「絢香・YUIに続け…デビュー目指す中学生」(塾生、奈々、井上実優が出演)      |
| NHK福岡放送            | トン☆スタ                                                           | 2012年2月1日              | 「クリエイターズルーム」に塾長：西尾芳彦がインタビュー出演。                        |
| 日本テレビ             | ZIP!                                                                | 2012年11月2日             | "SHOWBIZ SPOTLIGHT"のコーナーで特集。                                               |
| 九州・沖縄共同制作番組 | 世界一の九州が始まる!                                               | 2013年2月10日             | 音楽塾ヴォイス特集。                                                                |
| テレビ朝日             | ミュージックステーション                                            | 2014年2月14日             | 「Music Walker」コーナーにて音楽塾ヴォイス特集。塾生の奈々が歌唱VTRで出演。         |
| NHK Eテレ              | 亀田音楽専門学校                                                    | 2014年12月4日             | 「亀さんぽ」コーナーにて音楽塾ヴォイスを紹介。                                      |
| テレビ朝日             | musicる TV                                                          | 2015年5月11日/6月8日      | コーナーにて音楽塾ヴォイス特集。「音楽スクール名門校の授業を特別公開！」。          |
| BS11                   | ミュージック☆ロード                                                 | 2016年1月2日よりスタート  | 「西尾芳彦の作曲のツボ」、「スターダスト×音楽塾ヴォイスにて発掘・育成コーナー担当」 |
| テレビ東京             | THEカラオケ☆バトル                                                  | 2016年11月23日            | ～Ｕ－18歌うま大甲子園 2016王座決定戦 4時間ＳＰ～ ※生徒の深川史那が出演             |
| テレビ東京             | THEカラオケ☆バトル                                                  | 2017年8月9日              | ～歌の名門Ｎｏ．１決定戦～ ※生徒の深川史那が出演                                    |
| テレビ朝日             | 関ジャニ∞のTheモーツァルト音楽王No.1決定戦                          | 2017年9月29日             | ※生徒の両角沙霧ソールが出演                                                         |
| テレビ東京             | THEカラオケ☆バトル                                                  | 2017年11月29日            | ※生徒の古賀英里奈が出演                                                             |
| テレビ朝日             | musicる TV https://www.music-ru.com/ https://twitter.com/musicru_tv | 2019年2月12日(火) AM 1:29 | ※潜入取材                                                                           |
| 日本テレビ             | バズリズム                                                          | 2021年1月9日              | ※学校の紹介と合わせて在校生Vaundy出演。Vaundyは「これがバズるぞ2021」に選出。       |

### 新聞、情報誌、ネットメディア等
| 媒体名             | 掲載日時       | 備考 |
| ------------------ | -------------- | --- |
| ORICON BiZ         | 2009年2月9号   | 音楽塾ヴォイスが4月に東京進出。｢ヴォイスは常に謙虚な姿勢で前向きに勉強するところでありたい」                          |
| 月刊「デ☆ビュー」  | 2009年3月号    | 多くの実力派ア-テイストを育てた｢音楽塾ヴォイス｣が東京校を開校。塾長.西尾芳彦氏が語る、YUI＆絢香の才能が花聞いた理由。 |
| 朝日新聞夕刊       | 2009年4月10日  | YUI、絢香ら出身の音楽塾、東京進出。                                                                                   |
| Musicman-NET       | 2009年5月      | YUI、絢香に続け『音楽塾ヴォイス』主宰 西尾芳彦氏インタビュー。                                                        |
| BARKS              | 2012年3月7日   | YUI、絢香、家入レオに次ぐ「音楽塾ヴォイス」出身の期待新人、riecoがデビュー前に資生堂イメージ・ソング抜擢。            |
| Yahoo!ミュージック | 2012年4月26日  | 音楽塾ヴォイス出身rieco、いきなりのWタイアップで7・4デビュー。                                                        |
| 佐賀新聞           | 2013年2月5日   | 塾長：西尾芳彦を審査委員長に迎えた「唐津ジュニア音楽祭」の模様。                                                      |
| 佐賀新聞           | 2015年2月4日   | 塾長：西尾芳彦を審査委員長に迎えた「唐津ジュニア音楽祭」の模様。                                                      |
| 佐賀新聞           | 2016年2月18日  | 塾長：西尾芳彦を審査委員長に迎えた「唐津ジュニア音楽祭」の模様。                                                      |
| ターザン (雑誌)    | 2016年11月24日 | 「呼吸と姿勢」の特集でボイストレーニングの様子を紹介。                                                                |
| 月刊Charge         | 2023年8月16日  | SAGAアリーナオープン記念イベント「佐賀県文化芸術祭」に関して西尾芳彦氏へのインタビュー                                |